# ورنر کیزمان
ورنر کیزمان (انگلیسی: Werner Kaessmann؛ زادهٔ ۱۲ ژوئیهٔ ۱۹۴۷) بازیکن هاکی روی چمن اهل آلمان غربی بود.